# Acanthephippium gougahensis
Acanthephippium gougahensis là một loài thực vật có hoa trong họ Lan. Loài này được (Guillaumin) Seidenf. mô tả khoa học đầu tiên năm 1975.